# SK Kadaň
SK Kadaň (celým názvem: Sportovní klub Kadaň) je český klub ledního hokeje, který sídlí v Kadani. Své domácí zápasy odehrává na zimním stadionu města Kadaň s kapacitou 3 000 diváků.

## Historie

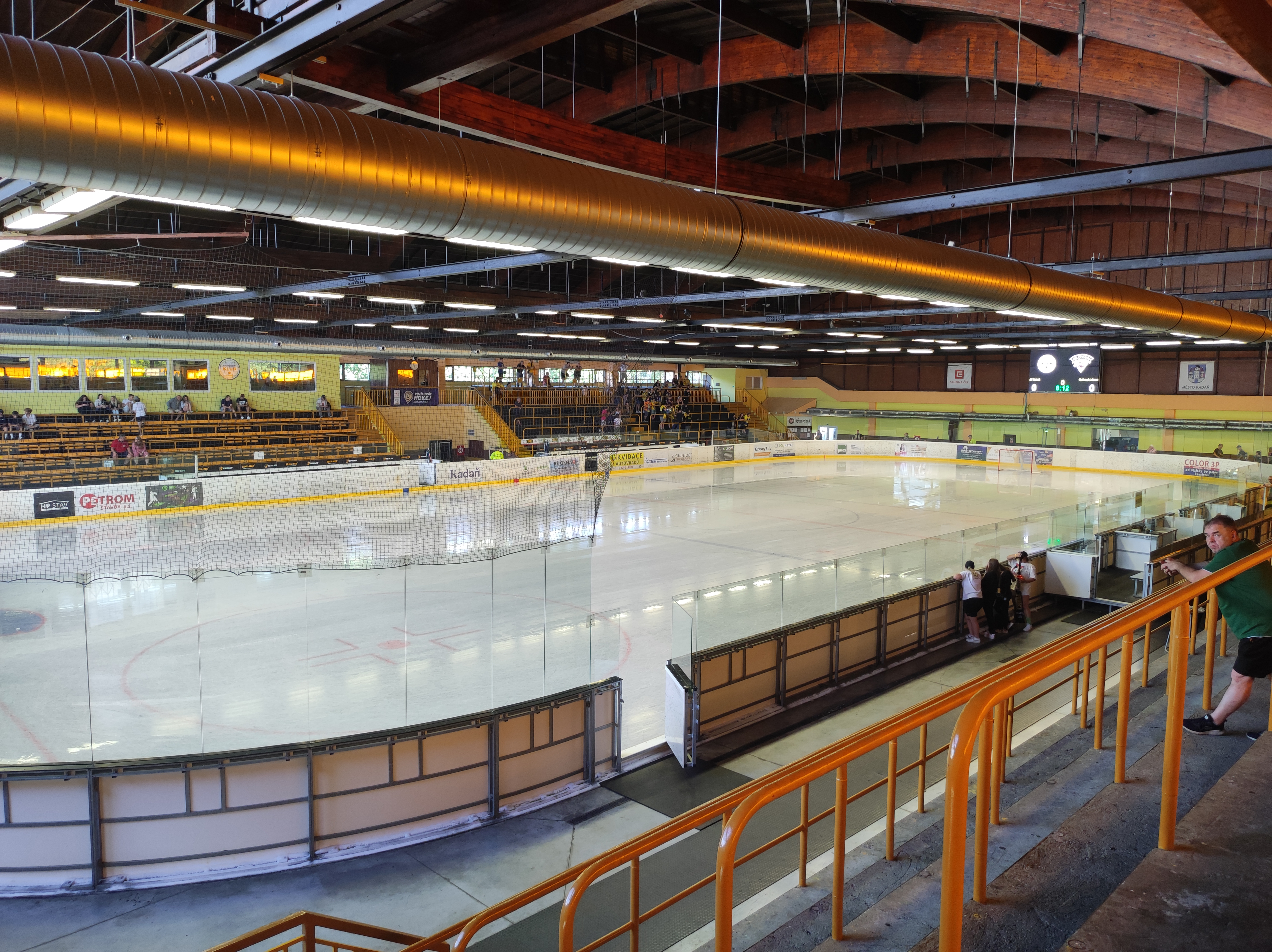
Zimní stadion v Kadani

Založen byl někdy v 90. letech, v obchodním rejstříku je datum vzniku 1. června 1998 pod názvem BSM Kadaň (Báňské Stavby Most). Klub byl založen fanouškem a bývalým dlouholetým autokrosovým závodníkem Josefem Keřkou. Později firma Báňské Stavby Most šla do konkurzu a klub se přejmenoval na HC Predators Kadaň. Klub do roku 2006 působil v neregistrovaných amatérských soutěží. Na jaře 2006 se s představiteli SK Kadaň dohodli na spolupráci, klub tak vstoupil do krajského přeboru Ústeckého kraje. V sezoně 2008/09 se stali mistrem Ústeckého krajského přeboru, následně vyhráli kvalifikaci o druhou ligu a postoupili, následně licenci na druhou ligu prodali týmu HC Roudnice nad Labem. V další sezoně zopakovali úspěch a znovu vyhráli kvalifikaci o druhou ligu, opět licenci prodali tentokrát klubu HC Chotěboř. S týmem HC Chotěboř se utkali o další rok v baráži o druhou ligu, kterou Chotěboř uhájil 1:2 na série. V sezoně 2011/12 se stali opět přeborníkem kraje a v kvalifikaci o druhou ligu skončili na druhém místě. Posledně přeborníkem kraje byli v ročníku 2014/15.
V roce 2016 se jejich partner na spolupráci přejmenoval na SK Trhači Kadaň, později právě B tým převzal veškerou mládež. 10. listopadu 2021 oznámil SK Trhači Kadaň odstoupení ze soutěže a zánik mužstva, SK Kadaň jako B tým zůstal jediným klubem ve městě a nese tak název SK Kadaň. SK Kadaň odehrál průlomovou sezonu 2023/24 v Ústecké krajské lize bez jediné porážky jak v základní části tak v playoff. V závěrečné kvalifikační části se přihlásil pouze Kadaň a Orlová, kluby byly nakonec automaticky vyhlášeny postupujícím do druhé ligy. Klub se v polovině června dohodl s městem na navýšení rozpočtu pro fungování ve druhé lize a podal přihlášku.

## Úspěchy
- postup do 2. české hokejové ligy – 2008/2009, 2009/2010, 2023/2024

## Přehled ligové účasti
Stručný přehled
- 2006–2007: Ústecký krajský přebor (4. ligová úroveň v České republice)
- 2007–2009: Ústecký a Karlovarský krajský přebor (4. ligová úroveň v České republice)
- 2009–2010: Ústecká a Karlovarská krajská liga (4. ligová úroveň v České republice)
- 2010–2011: Ústecká krajská liga (4. ligová úroveň v České republice)
- 2011–2012: Ústecká a Karlovarská krajská liga (4. ligová úroveň v České republice)
- 2012–2013: Ústecká krajská liga (4. ligová úroveň v České republice)
- 2013–2014: bez soutěže
- 2014–2015: Karlovarská krajská liga (4. ligová úroveň v České republice)
- 2015–2024: Ústecká krajská liga (4. ligová úroveň v České republice)
- 2024– : 2. liga – sk. Západ (3. ligová úroveň v České republice)

Jednotlivé ročníky
Legenda: ZČ - základní část, červené podbarvení - sestup, zelené podbarvení - postup, fialové podbarvení - reorganizace, změna skupiny či soutěže
| Česko (2006 – ) |                                      |           |           |                                                                         |                         |     |     |     |
| Sezóny          | Soutěž                               | Úroveň    | ZČ        | Play-off, nadstavba, sk. o udržení...                                   | Poznámky                |     |     |     |
| 2006/07         | Ústecký krajský přebor               | 4. úroveň | 5. místo  | Nadstavba ÚK kraje (4. místo)                                           | Reorganizace            |     |     |     |
| 2007/08         | Ústecký a Karlovarský krajský přebor | 4. úroveň | 2. místo  | Nadstavba ÚK kraje (2. místo)                                           |                         |     |     |     |
| 2008/09         | Ústecký a Karlovarský krajský přebor | 4. úroveň | 1. místo  | Nadstavba ÚK kraje (1. místo); Kvalifikace o 2. ligu – sk. A (1. místo) | Změna názvu soutěže     |     |     |     |
| 2009/10         | Ústecká a Karlovarská krajská liga   | 4. úroveň | 1. místo  | Kvalifikace o 2. ligu – sk. A (1. místo)                                | Reorganizace            |     |     |     |
| 2010/11         | Ústecká krajská liga                 | 4. úroveň | 1. místo  | Kvalifikace o 2. ligu – sk. B (1. místo)                                | Přechod do jiného kraje |     |     |     |
| 2011/12         | Ústecká a Karlovarská krajská liga   | 4. úroveň | 1. místo  | Nadstavba ÚK kraje (1. místo); Kvalifikace o 2. ligu – sk. A (2. místo) | Přechod do jiného kraje |     |     |     |
| 2012/13         | Ústecká krajská liga                 | 4. úroveň | 6. místo  | Semifinále - ÚK                                                         | Odhlášení ze soutěže    |     |     |     |
| 2013/14         | ...                                  | ...       | ...       | ...                                                                     | ...                     | ... | ... | ... |
| 2014/15         | Karlovarská krajská liga             | 4. úroveň | 1. místo  |                                                                         | Kvalifikace             |     |     |     |
| 2015/16         | Ústecká krajská liga                 | 4. úroveň | 2. místo  | Semifinále                                                              |                         |     |     |     |
| 2016/17         | Ústecká krajská liga                 | 4. úroveň | 3. místo  | Finále                                                                  |                         |     |     |     |
| 2017/18         | Ústecká krajská liga                 | 4. úroveň | 5. místo  | Ne                                                                      |                         |     |     |     |
| 2018/19         | Ústecká krajská liga                 | 4. úroveň | 4. místo  | Semifinále                                                              |                         |     |     |     |
| 2019/20         | Ústecká krajská liga                 | 4. úroveň | 4. místo  |                                                                         | Nedohráno               |     |     |     |
| 2020/21         | Ústecká krajská liga                 | 4. úroveň | neurčeno  |                                                                         | Zrušeno                 |     |     |     |
| 2021/22         | Ústecká krajská liga                 | 4. úroveň | 4. místo  | Semifinále                                                              |                         |     |     |     |
| 2022/23         | Ústecká krajská liga                 | 4. úroveň | 3. místo  | Finále                                                                  |                         |     |     |     |
| 2023/24         | Ústecká krajská liga                 | 4. úroveň | 1. místo  | Vítěz                                                                   | Postup                  |     |     |     |
| 2024/25         | 2. liga – sk. Západ                  | 3. úroveň | 13. místo | Ne                                                                      |                         |     |     |     |